# Jevgeni Ivanovitsj Aleksejev

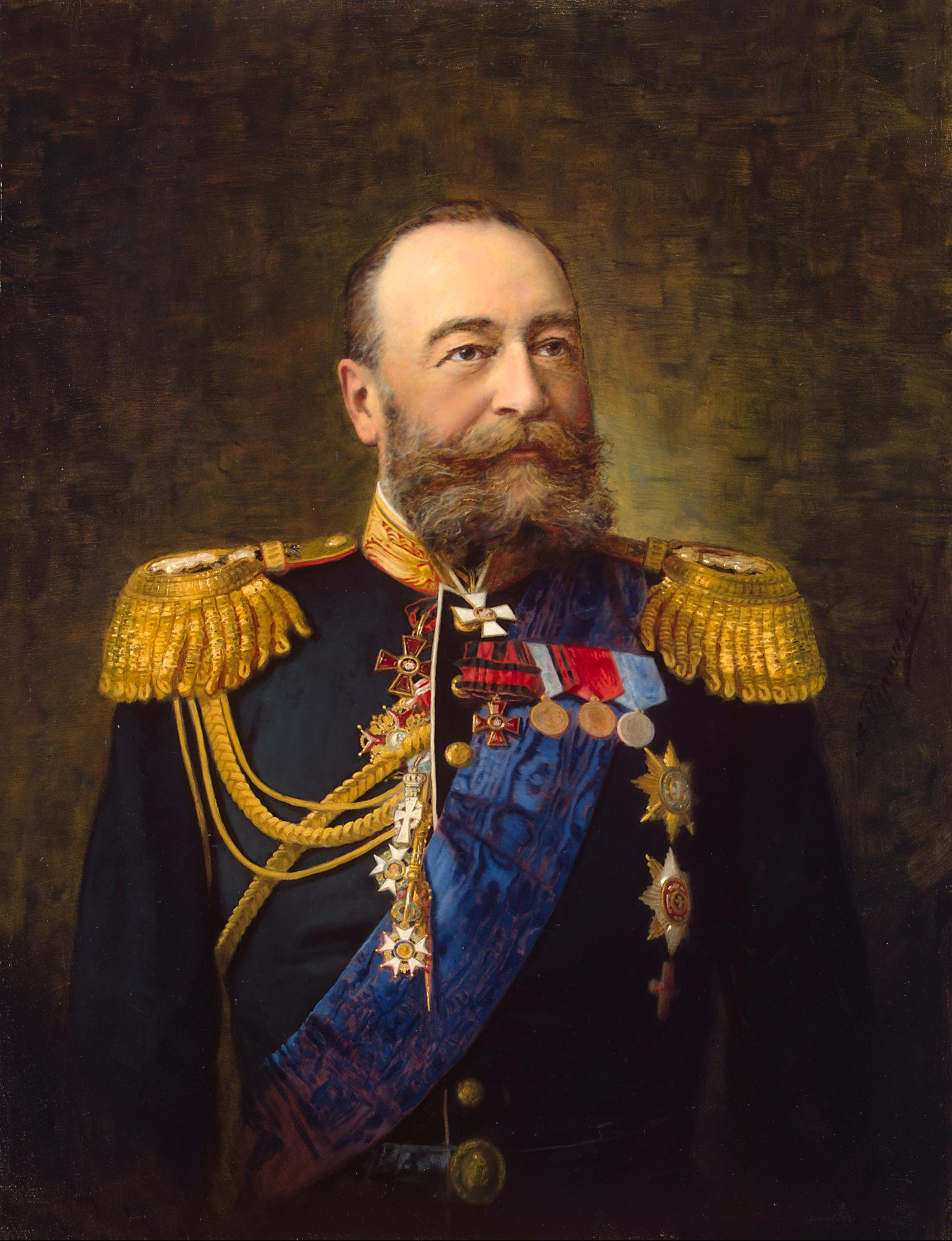
Jevgeni Ivanovitsj Aleksejev

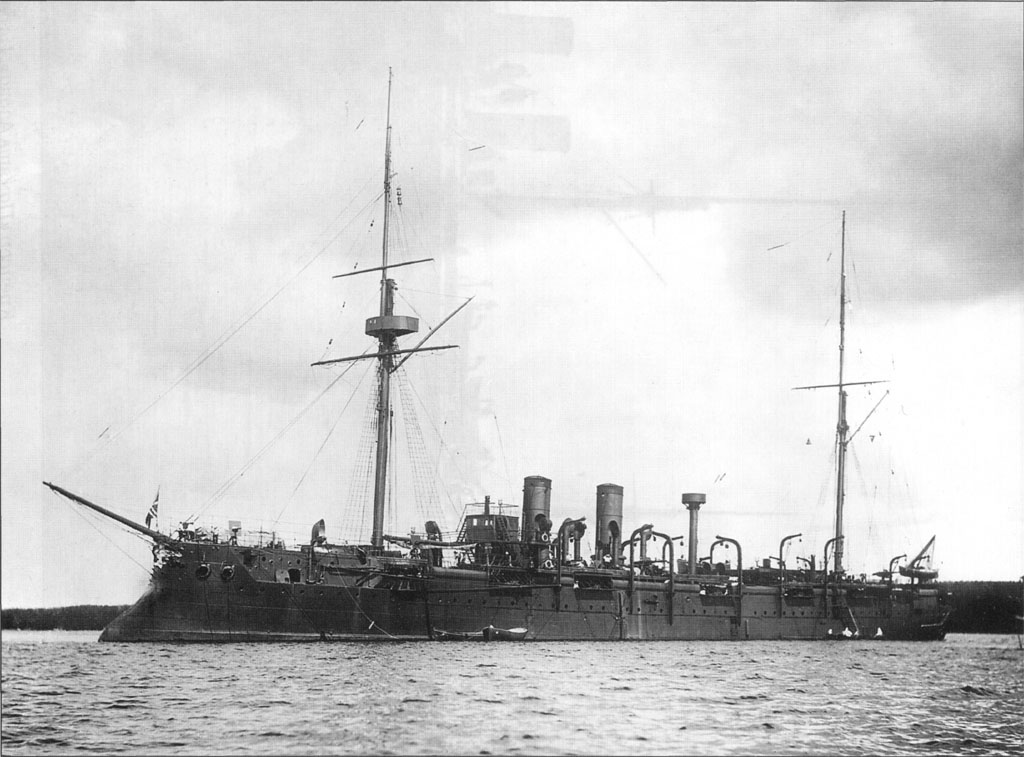
De Admiral Kornilov

Jevgeni Ivanovitsj Aleksejev (Russisch: Евгений Иванович Алексеев) (Sint-Petersburg, 11 mei 1843 - Jalta, 27 mei 1917) was een Russisch admiraal.

## Jeugd
Aleksejev was de buitenechtelijke zoon van tsaar Alexander II van Rusland.
Hij werd opgevoed door het gezin van luitenant Ivan Maximovitsj Aleksejev (1796–1849). 
Toen hij dertien was, ging Alexejev bij de zeecadetten, waar hij drie jaar later afstudeerde.

## Wereldreizen
Hij diende vier jaar als adelborst op het korvet Varyag en reisde ermee rond de wereld.
In 1878 kreeg hij het bevel over de kruiser Afrika, waarmee hij rond de wereld voer van 1880 tot 1883.  
Van 1883 tot 1888 was hij attaché van de marine in Frankrijk.
Bij zijn terugkeer in 1889 kreeg hij het bevel over de pantserkruiser Admiral Kornilov.
In 1891 reisde hij opnieuw rond de wereld, vergezeld door de latere tsaar Nicolaas II van Rusland.

## Onderkoning van het verre oosten
Aleksejev werd schout-bij-nacht in 1892 en diende bij de generale staf van de Russische Keizerlijke Marine. Hij werd viceadmiraal in 1894 en vervangend stafchef in 1895. Van 1895 tot 1897 was hij bevelhebber van de Pacifische Vloot die eerst te Vladivostok lag en vanaf december 1897 te Port Arthur op het zuidelijke schiereiland Liaodong dat Rusland leasde van de Qing-dynastie in China. In 1898 werd hij gouverneur van Liaodong. Vanaf 1899 was hij opnieuw bevelhebber van de Pacifische Vloot. Hij sloeg de Bokseropstand mee neer.
Op 13 augustus 1903 benoemde tsaar Nikolaas II Aleksejev tot onderkoning over de Russische gebieden in het verre oosten.

## Russisch-Japanse Oorlog
Bij de uitbraak van de Russisch-Japanse Oorlog op 9 februari 1904 werd Alexejev bevelhebber over alle Russische militairen in het verre oosten. Hij had meningsverschillen met generaal Aleksej Koeropatkin, die een defensieve houding voorstond tot de Transsiberische spoorlijn zou klaar zijn om versterkingen en bevoorrading aan te voeren. Aleksejev dwong Koeropatkin tot de aanval, maar na zware nederlagen te land en ter zee werd Aleksejev op 12 oktober 1904 teruggeroepen naar Sint Petersburg.

## Laatste jaren
In juni 1905 werd Aleksejev lid van de Staatsraad van het Russische Rijk.
In april 1917 na de Februarirevolutie en de troonsafstand van de tsaar in maart, trok hij zich terug uit het publieke leven en hij stierf enkele weken later.